# Jazmin Beccar Varela
Jazmín Beccar Varela (Buenos Aires, Argentina, 28 de Abril de 1986) é uma atriz argentina.

## Carreira
Em 2002, ganhou o papel de Luján Linares telenovela "Rebelde Way". Luján é a melhor amiga de Marizza (Camila Bordonaba). Mais tarde, a mãe de Marizza, Sonia (Catherine Fulop) adota Luján, e ela tornou a irmã de Marizza.
Em 2005, viveu Jazmin Maggie em telenovela "El Patron de la Vereda". Ela viveu com muitos atores da Rebelde Way, como Camila Bordonaba, Martin Seefeld, Hilda Bernard, Pablo Heredia e Maria Roji.
Em 2007, foi chamada para fazer parte do elenco da telenovela "Romeo y Julieta" dando vida a Malena.

## Telenovelas
- Romeo y Julieta (2007)[1] - Malena
- El Patron de la Vereda (2005) - Jazmin Maggie
- Rebelde Way (2002/2003)[1] - Luján Linares